# 네오펫
네오펫(Neopets)는 가상 애완동물 웹사이트이다. 사용자는 네오펫이라는 자신만의 가상의 애완동물을 소유할 수 있으며 2개의 가상화폐 중 하나를 이용하여 이 동물들을 위한 가상 아이템을 구매할 수 있다. 첫 번째 가상화폐의 이름은 네오포인트(Neopoints)이며 사이트 내에서 구할 수 있으며, 다른 하나는 네오캐시(Neocash)로서 실물 돈으로 구매하거나 게임 내에서 우연히 구할 수 있다.
이 웹사이트는 1999년 말 애덤 포웰과 도나 윌리엄스에 의해 시작되었다.

## 같이 보기
- 클럽펭귄